# 미국의 독일어

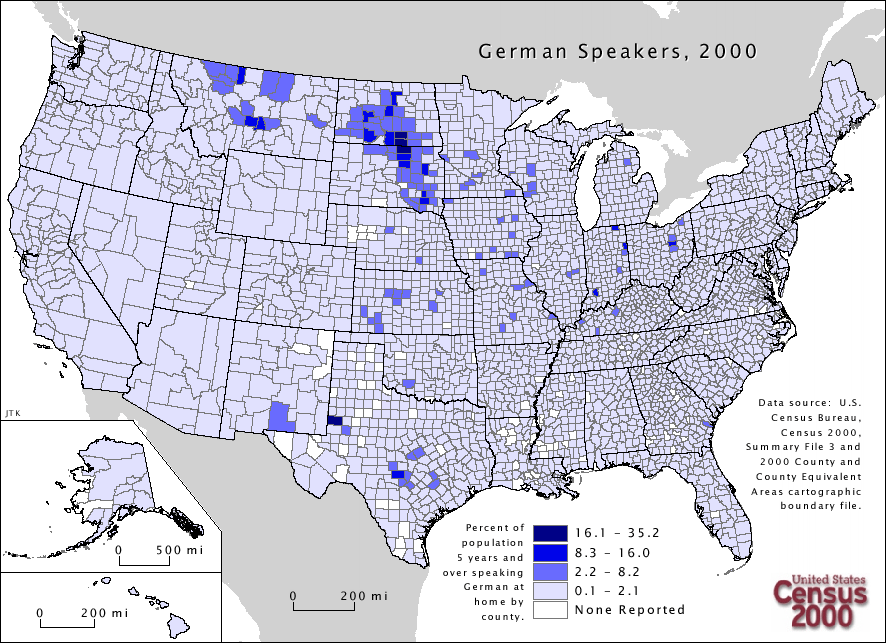
2000년 미국 내 독일어 분포

오늘날 5천만 명이 넘는 미국인이 독일 혈통을 주장하며(독일계 미국인), 2020년까지 미국에서 가장 큰 단일 혈통 집단이었다. 2023년 기준으로 미국 내 858,682명이 집에서 독일어를 사용한다. 노스다코타주에서는 두 번째로 많이 사용되는 언어이며 (인구의 1.39%) 16개 주에서는 세 번째로 많이 사용되는 언어이다.

## 역사
1608년 버지니아주 제임스타운에 최초의 독일계 가족들이 정착한 이래, 독일어, 방언, 그리고 독일 지역의 다양한 전통들은 많은 독일계 미국인들의 사회적 정체성에 중요한 역할을 해왔다.
1910년까지 미국 전역에서 554개 신문이 표준 독일어로 발행되었으며, 영어 학습 시간을 따로 할애하면서 독일어로 가르치는 학교도 여러 곳 있었다.
제1차 세계 대전 중 반독일 감정의 결과로 독일어 사용은 감소했다. 일상적인 사용은 주로 아만파, 구질서 메노나이트 및 후터파 공동체로 축소되었다.

### 독일어 감리교회
1800년경 두 개의 독일어 감리교회가 설립되었는데, Vereinigten Brüder in Christo와 Evangelische Gemeinschaft이다. 둘 다 독일어로 된 감리교 찬송가를 사용하고 독일어 신문을 발행했으며, 그중 하나는 1937년까지 존재했다. 19세기 중반부터 교회에서는 영어를 제2언어로 사용했지만, 20세기까지 독일어가 주요 교회 언어였던 지역도 있었다. 1937년에 두 교회는 합병하여 1968년에 연합 감리 교회에 합류했다.

### 독일어 언론

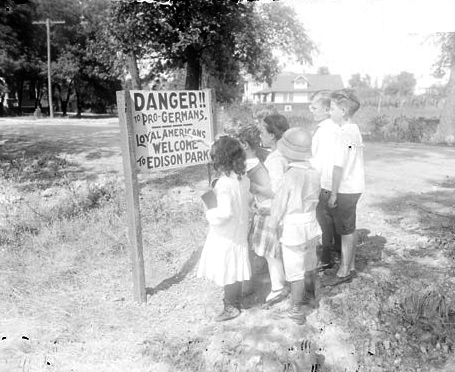
반독일 감정은 독일계 미국인 시민들이 지식인, 평민, 위신이 있다고 여기던 인식을 불신으로 몰아갔다.

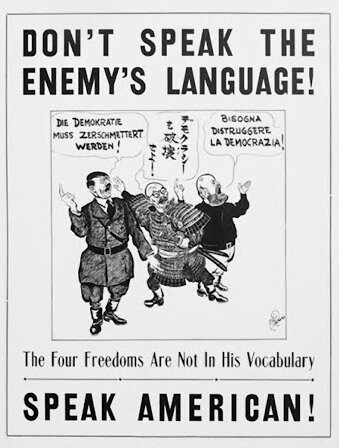
1940년대 이탈리아어, 독일어, 일본어 사용을 만류하는 포스터

미국 최초의 독일어 신문은 der Hochdeutsch-Pennsylvanische Geschicht-Schreiber, oder Sammlung Wichtiger Nachrichten aus dem Natur- und Kirchen-Reich("고지 독일어-펜실베이니아 역사 작가, 또는 자연 및 교회의 영역에서 중요한 소식 모음집")으로, 나중에 die Germantauner Zeitung으로 알려졌다. 1776년 7월 5일, 미국 독립선언을 독일어 번역본으로 처음 보도한 신문은 독일어 신문인 Der Pennsylvanische Staatsbote였다. 영어 독자들은 하루 뒤에 펜실베이니아 이브닝 포스트에서 영어 원문을 읽어야 했다.
19세기에는 독일어 언론의 중요성이 커지고 일간지 수가 폭발적으로 증가했다. 1909년 한 보고서에 따르면 "독일계 인구가 많은 모든 미국 도시나 마을은 하나 이상의 독일어 신문을 소유하고 있다. 뉴욕시에는 12개 이상이 있으며... 그중 최고는... 뉴요커 슈타츠차이퉁이다. 일리노이 슈타츠차이퉁도 거의 비슷한 발행 부수를 가지고 있으며, 밀워키 게르마니아는 모든 신문 중 가장 큰 발행 부수를 주장한다. 밀워키 헤롤드도 크게 뒤지지 않는다. 필라델피아에는 그들의 데모크라트가 있고, 볼티모어에는 코레스폰덴트, 신시내티에는 그들의 볼크스블라트, 세인트루이스에는... 조지프 퓰리처가 경력을 시작한... 디 베스틀리헤 포스트와 데어 안차이거 데스 베스텐스가 있다." 또한 1900년 미국에 17,194개의 영어 신문이 있었던 것에 비해 독일어 신문은 613개였다고 보고했다. 다음으로 큰 언어 집단인 스칸디나비아어는 115개에 불과했다.
제1차 세계 대전 중 독일어 억압으로 인해 미국 내 독일어 언론은 급격히 감소했다.

### 공교육에서의 독일어
19세기 대부분 동안 시카고와 세인트루이스와 같이 독일 이민자 공동체가 많은 미국 대도시 지역에서는 공립 학교가 독일어 교육을 제공해야 하는지에 대해 격렬한 논쟁이 벌어졌다. 이 문제는 상당한 지역적 관심을 끌었는데, 독일어를 사용하는 가족들은 압도적으로 자녀를 독일어로 교육하는 교구 학교에 보냈기 때문이다. 시카고의 일부 독일 이민자 거주 지역에서는 공립 학교 출석률이 너무 낮아서 언론이 학교가 사실상 비어 있다고 보도할 정도였다. 시카고 공립학교가 시내 학교에서 영어를 유일한 교육 언어로 만들기로 결정하자 시카고 독일 공동체에서 분노가 터져 나왔다. 일리노이 슈타츠차이퉁의 공화당 편집장인 헤르만 라스터와 사회주의 정치인 아돌프 도우아이는 새로운 규칙에 강력히 반대했으며, 둘 다 미국에서 영어만 사용하는 교육을 강요하는 것에 대한 목소리 높은 비판가로 알려졌다.

### 제1차 세계 대전 중 박해
미국이 제1차 세계 대전에 참전하자마자 반독일 히스테리가 미국 사회에 빠르게 퍼졌다. 독일계 미국인, 특히 이민자들은 독일 제국의 군사적 행위에 대해 비난받았고, 심지어 독일어를 사용하는 것조차 비애국적으로 여겨졌다. 많은 독일계 미국인 가족들은 자신들의 이름을 영어식으로 바꾸었고(예: Schmidt에서 Smith로, Schneider에서 Taylor로, Müller에서 Miller로), 독일어는 많은 도시에서 거의 사라졌다. 시골에서는 존재감이 조용해졌지만 특히 독일인이 많은 지역에서는 유지되었다. 다른 많은 주에서는 공공장소에서의 독일어 사용과 학교에서의 독일어 교육을 금지했다.
20세기 초, 미국에서 영향력 있는 WASP들은 이민의 물결로 인해 심각하게 위협받았던 권력과 사회적 영향력을 되찾으려 했고, 쿠 클럭스 클랜의 재정 지원을 통해 독일계 미국인과 다른 집단을 대상으로 하는 반이민 및 불신을 야기하는 데 기여했다. 광고와 정부 지원 마케팅을 통해 "더치맨"으로도 알려진 독일계 미국인과 독일어는 순식간에 고상하고 교육받은 사람들의 언어라는 인식에서 불신받는 언어로 변모했으며, 이로 인해 나이와 상관없이 유창하게 독일어를 구사하거나 외국적인 것으로 간주되는 전통을 따르는 모든 사람은 여러 차례의 공개적인 괴롭힘, 불신, 심지어는 사망에까지 이르렀다.
주목할 만한 사망 사건 중 하나는 로버트 프라거의 경우였다. 미주리주 세인트루이스에서 귀화를 추진하던 독일인인 그는 1914년 4월 14일 밤, 이전에 참석했던 사회주의 회의에서 말을 주고받았다는 이유로 300명의 "남성과 소년들"로 이루어진 폭도에게 독일 스파이로 지목당했다. 그가 피신해 있던 감옥은 순식간에 폭도들에게 점령당했고, 옷을 벗긴 채 목에 밧줄이 묶인 채 메인 스트리트를 따라 걸어야 했다. 깨진 유리병들이 그의 걸음걸이에 던져지는 가운데, 그는 애국가를 강제로 불러야 했다. 이 행진 중에 그는 몸에 감긴 미국 국기에 키스하도록 강요받았다. 그는 마을 가장자리에 있는 교수형 나무까지 걸어갔고, 거기서 린치당했다. 세인트루이스 글로벌 데모크라트 신문의 기사에 따르면, 폭도들이 개인들에게 타르를 바르고 깃털을 던지는 사건이 여러 차례 발생했다고 한다.

민족적 배경에 따른 다른 차별 행위로는 심포니 콘서트에서 독일 작곡가의 음악 연주 금지, 특정 음식의 이름 변경 시도 등이 있었다. 예를 들어 사우어크라우트는 자유 양배추가 되었고, "햄버거"는 잠시 동안 "자유 스테이크"가 되었다. 

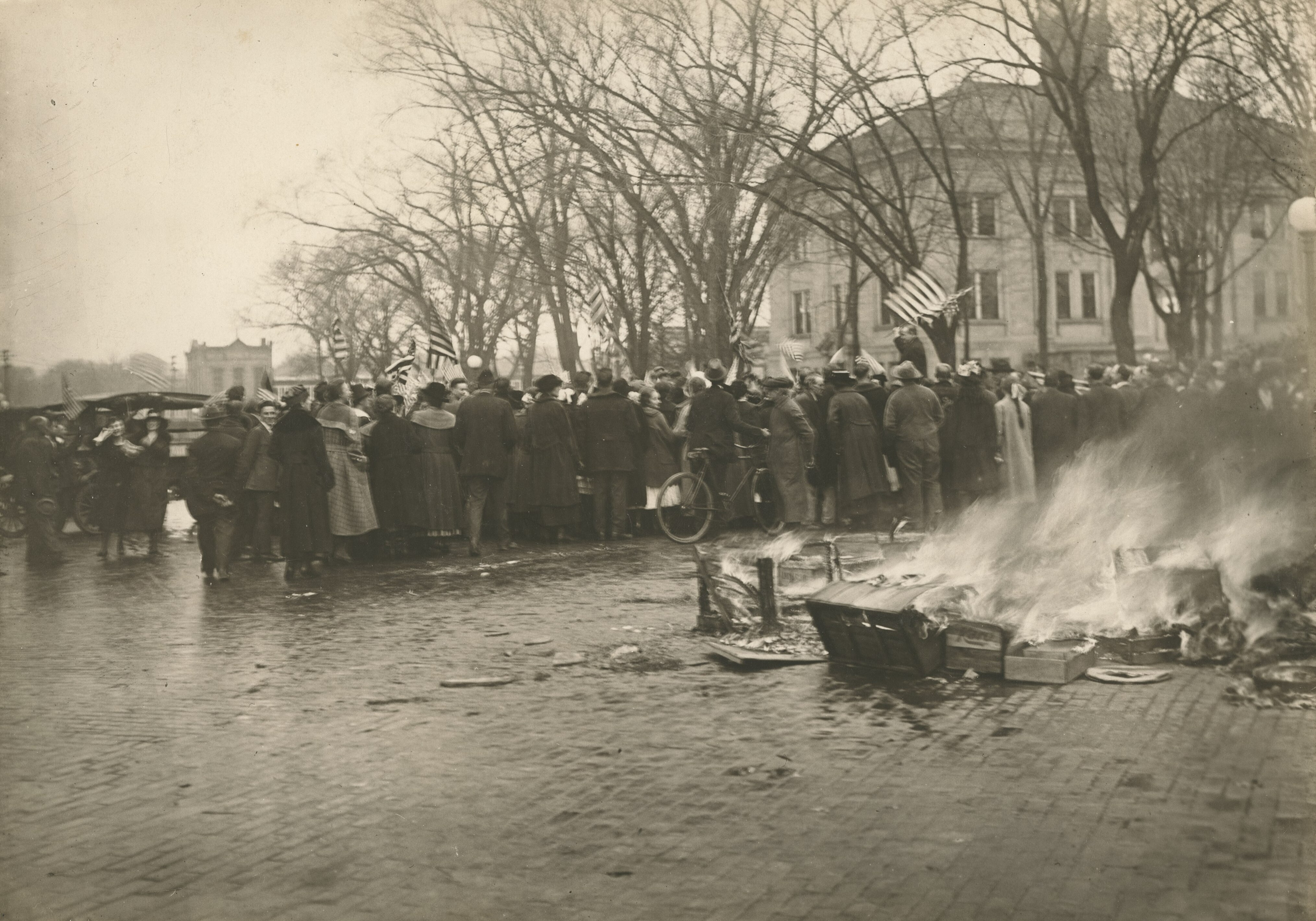
바라부 고등학교의 독일어 교과서 더미가 위스콘신주 바라부 거리에서 반독일 시위 중 불타고 있다

언어 사용 또한 주 및 지역 차원 입법의 주요 초점이었다. 이러한 규제 중 일부는 도시 내에서 독일어 사용을 금지하는 헌장 발행을 포함했다. 공립 및 사립 교육에서 독일어 교육을 전면 금지하는 것은 최소 14개 주에서 발견될 수 있었으며, 일부 주에서는 영어 외의 모든 언어 교육을 금지하는 것으로 확대되었지만, 대부분은 비영어권 언어를 보통 독일어만 금지했다. 공립 및 사립 학교에서 독일어 교육을 전면 금지하는 조치는 한동안 캘리포니아주, 인디애나주, 위스콘신주, 오하이오주, 아이오와주, 네브래스카주를 포함한 최소 14개 주에서 시행되었다. 캘리포니아의 금지는 1920년대 중반까지 지속되었다. 1923년 마이어 대 네브래스카 사건의 대법원 판결은 이러한 법률이 위헌이라고 판결했다. 1918년 10월, 영어 전용 교육을 시행하는 주에 대한 연방 기금 제한을 목적으로 하는 법안이 발의되었다. 1919년 4월 9일, 네브래스카주는 "네브래스카주의 외국어 교육에 관한 법률"이라는 법령을 제정했는데, 흔히 시만 법으로 알려져 있다. 이 법은 "어떤 개인이나 교사도 사립, 종파, 교구 또는 공립 학교에서 영어 외의 어떤 언어로도 어떤 사람에게도 어떤 과목을 가르쳐서는 안 된다"고 규정했다. 이 법은 8학년을 마치지 않은 아동에게 외국어 교육을 금지했다. 몬태나주에서는 제1차 세계 대전 중 2년 동안 공공장소에서 독일어 사용이 금지되었다. 펜실베이니아주 의회는 독일어 금지 법안을 통과시켰지만, 주지사가 거부권을 행사했다. 이 시기 루터교회와 같은 교회는 독일어와 영어 예배 및 종교 교육을 두고 내부적으로 분열되었다.
독일어의 강제적 쇠퇴와 밀접하게 관련되어 있는 것은 삼국 협상에 대한 미국 전쟁 대출의 거의 채무 불이행으로 인해 연방준비제도 이사회에서 첫 번째부터 네 번째 리버티 채권이 도입된 것이다. 1918년 3월 이후 연방준비은행은 수십 개의 이동식 "전쟁 전시회"를 열기 시작했으며, 이 전시회는 미국 전역을 기차로 돌아다니며 "자유 채권"을 팔았다. 당시 신문에는 채권을 강제로 사게 하고 전시회에서 독일어 책을 불태우는 "태업자"들에 대한 괴롭힘 이야기가 실렸다.
- "전쟁 전시회를 위한 특별 열차.
연방준비은행 홍보부의 F. P. 클레이턴은 현재 워싱턴에 있는 캠페인 총괄 관리자인 J. W. 후프스로부터 11연방 지구에서 유럽 전장의 실제 전쟁 전시물을 운반할 두 대의 특별 열차를 확보했다는 전보를 받았다. 이 열차에는 실제 복무를 경험한 장교들이 동행하기를 바란다. 이 열차는 나중에 발표될 장소에 정차할 것이며 차량에서 연설이 있을 것이다."[17]
- "어제 마운틴 그로브에서 전쟁 전시 열차 방문 동안 고등학생들이 대형 모닥불을 피웠고, 학교에서 사용하던 모든 독일어 교과서가 불태워졌다. 불태우는 동안 화재 사이렌이 울리고 교회 종이 울렸다..."[18]

## 방언 및 지리적 분포
| 주             | 독일어 사용자 |
| -------------- | ------------- |
| 캘리포니아주   | 141,671       |
| 뉴욕주         | 92,709        |
| 플로리다주     | 89,656        |
| 텍사스주       | 82,117        |
| 오하이오주     | 72,647        |
| 펜실베이니아주 | 113,117       |
| 일리노이주     | 63,366        |
| 미시간주       | 52,366        |

이 시점에서 아래에 제시된 방언들은 미국에서 사용되는 독일어 방언 전체의 부분일 뿐이라는 점을 언급해야 한다.

### 알자스어
알자스어(독일어: Elsässisch)는 인디애나주 앨런군과 그 하위 정착지에서 구질서 아만파와 일부 구질서 메노나이트들이 사용하는 저지 알레만 독일어 방언이다. 이 아만파는 1800년대 중반에 미국으로 이주했다. 인디애나주에는 베른 독일어 화자보다 알자스어 화자가 적지만, 수천 명의 화자가 있다. 공동체에는 베른 독일어와 펜실베이니아 독일어를 사용하는 화자들도 살고 있다. 알자스어 화자 대부분은 펜실베이니아 독일어도 사용하거나 최소한 이해한다. 따라서 인디애나주의 알자스어 화자들은 알자스어, 베른 독일어, 펜실베이니아 독일어, 표준 독일어, 영어 등 다섯 가지 언어 또는 방언에 노출되어 있다.

### 아마나 독일어
아마나 독일어, 특히 서부 중앙 독일어의 헤센 방언은 독일인 출신의 영감주의자들이 설립한 아이오와주 아마나 공동체의 7개 마을에서 여전히 수백 명의 사람들이 사용하고 있다. 아마나 독일어는 헤센 방언에서 파생되었으며, 많은 영어 단어와 일부 영어 관용구를 채택한 소위 아우스글라이히스디알렉트로 융합되었다.

### 베른 독일어
베른 독일어(표준 독일어: Berndeutsch, 알레만어: Bärndütsch)는 인디애나주 애덤스군과 그 하위 정착지에서 구질서 아만파가 사용하는 고지 알레만 독일어의 하위 방언이다. 미국에는 이 방언을 사용하는 수천 명의 화자가 있다.
인디애나주의 베른 독일어와 관련된 유튜브 인터뷰 영상은 아래 인용문에서 찾아볼 수 있다.

### 후터파 독일어
미국과 캐나다의 후터파 공동체는 오스트로바이에른어 방언인 후터파 독일어를 사용한다. 후터파 독일어는 미국 워싱턴주, 몬태나주, 노스다코타주와 사우스다코타주, 미네소타주에서 사용되며; 캐나다 앨버타주, 서스캐처원주, 매니토바주에서 사용된다.

### 인디애나주
또한 인디애나주 엘크하트군과 라그랑주군의 시골 지역에는 펜실베이니아 네덜란드어를 사용하는 상당한 수의 아만파와 구질서 메노나이트가 있다. 펜실베이니아 네덜란드어를 사용하는 훨씬 작은 아만파 공동체는 인디애나주 서부의 파크군에서 발견된다. 많은 영어 단어가 이 방언과 섞여 있으며 표준 독일어(Hochdeutsch)와는 상당히 다르지만 팔츠 (지역)의 방언과는 상당히 유사하다.
일반적으로 펜실베이니아 네덜란드어(종종 단순히 "Dutch" 또는 Deitsch)는 집에서 사용되지만, 일반 대중과 상호 작용할 때는 영어가 사용된다. 인디애나주 북부의 아만파와 구질서 메노나이트는 종종 일반 대중을 각각 "아만파"와 "잉글리시"라고 부르며 자신들과 구분한다. 펜실베이니아 "네덜란드어"는 때때로 예배에서 사용되지만, 이는 메노나이트보다 아만파에서 더 흔하다. 주류 (도시) 메노나이트는 언어에 대한 실무 지식을 가지고 있을 수 있지만, 대화나 예배에서 자주 사용되지는 않는다.

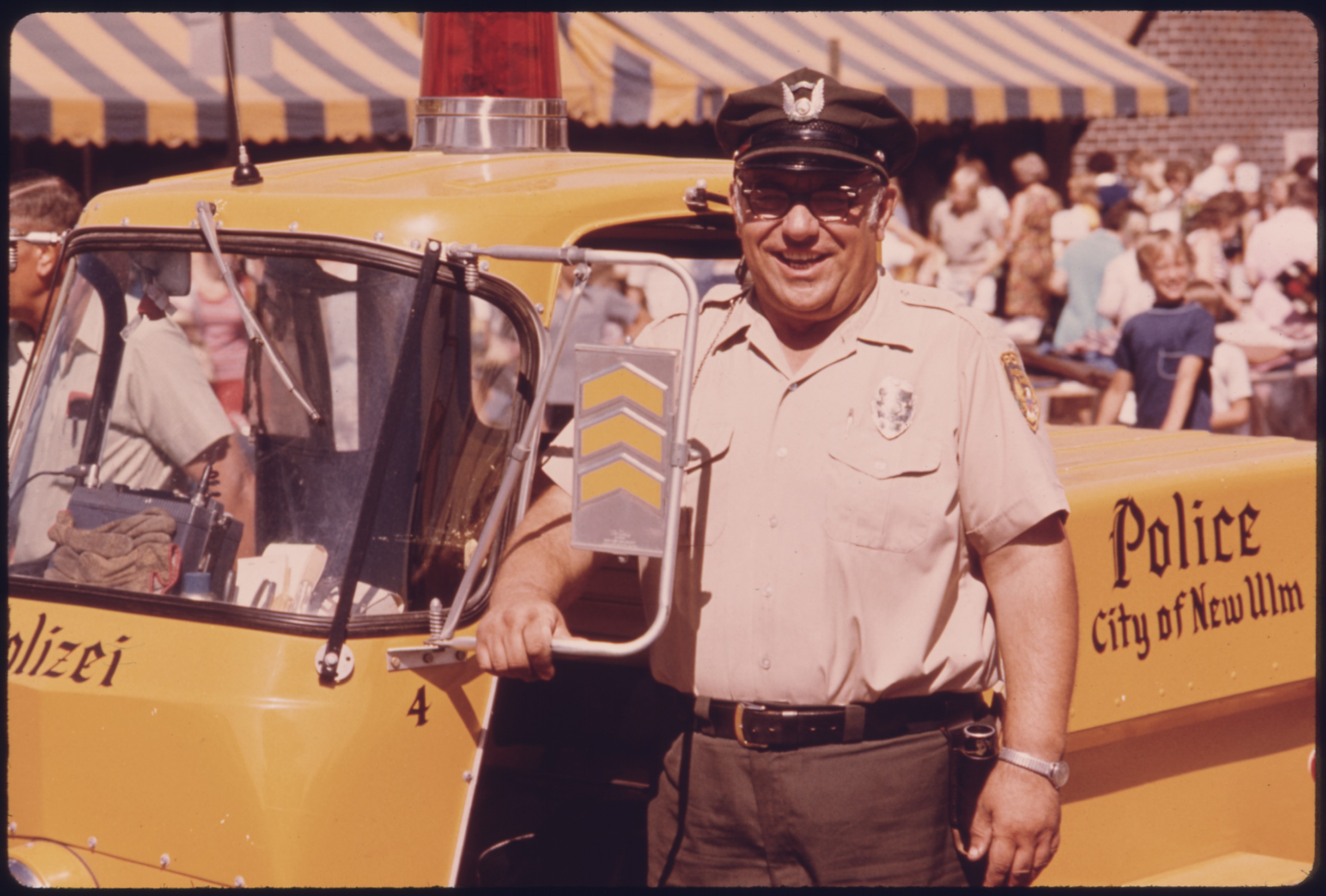
경찰차 옆에 주차 단속원이 서 있다. 경찰차에는 독일어로 경찰(Polizei)이라는 단어가 새겨져 있다. 이는 마을이 독일계 민족적 기원을 강조하는 일부분이다. 뉴얼름, 1974년 7월.

### 펜실베이니아주
구질서 아만파, 구질서 메노나이트, 기타 펜실베이니아 독일인들은 펜실베이니아 독일어로 알려진 독일어 방언을 사용하는데, 이는 펜실베이니아 네덜란드어로 널리 불린다. 여기서 네덜란드어는 고어적 의미로 사용되어 네덜란드어에만 국한되지 않고 모든 독일어 변형을 포함한다. 이것은 한때 펜실베이니아주 동부에 훨씬 더 넓게 분포했던 독일어 사용 지역의 잔재이다. 대부분의 "펜실베이니아 네덜란드인"은 독일의 팔츠 (지역) 출신이며 그들의 언어는 이 지역의 방언에 기반을 두고 있다. 이 언어는 구질서 교단 사이에서는 안정적이며 구질서 교단의 높은 출산율로 인해 화자 수가 증가하고 있지만, 비플레인 펜실베이니아 독일인(일명 팬시 더치) 사이에서는 빠르게 감소하고 있다.

### 플라우트디취
메노나이트 저지 독일어는 저지 독일어 방언으로, 주로 1870년대 중반 캔자스주로 이민 온 러시아 메노나이트들과 관련이 깊다. 캐나다에서도 발견되는 이 메노나이트들은 몇 세대에 걸쳐 주류 사회에 서서히 동화되는 경향이 있었지만, 멕시코의 메노나이트와 같이 동화가 거의 또는 전혀 없는 곳에서 온 플라우트디취어 사용자 메노나이트 이민자들이 플라우트디취어를 캔자스로 다시 가져왔다. 멕시코 출신의 플라우트디취어 사용자 메노나이트 이주민들은 1977년에 텍사스주 세미놀에 새로운 정착지를 형성했다. 2016년에는 세미놀 주변에 약 6,000명의 플라우트디취어 사용자가 있었다.

### 텍사스주
텍사스 힐 컨트리를 기반으로 하는 텍사스 독일어라는 방언은 여전히 존재하지만 제2차 세계 대전 이후로 사라져가고 있다. 두 차례의 세계 대전 중 영어 전용 학교 교육이 도입된 후, 텍사스 독일어 사용자들은 영어로 전환되었고 언어를 후손에게 물려주는 경우가 거의 없었다.
제공된 링크에서 텍사스 독일어 현장 녹음 아카이브를 찾을 수 있다. 텍사스 독일어 아카이브

### 위스콘신주
위스콘신으로 유입된 다양한 독일어 방언들은 예를 들어 남동부 펜실베이니아에서 펜실베이니아 독일어와 같이 방언 평준화된 형태로는 발전하지 않고, 그 특징을 유지했다.
제공된 링크에서 라이프니츠 독일어 연구소가 운영하는 Datenbank für Gesprochenes Deutsch에서 위스콘신 독일어 현장 녹음 아카이브를 찾을 수 있다. 다른 현장 녹음은 막스 카데 연구소에서도 찾을 수 있다.

## 독일어가 미국 공식 언어라는 신화
프레더릭 뮬렌베르크의 이름을 따서 때로는 뮬렌베르크 전설이라고도 불리는 도시전설에 따르면, 영어가 독일어를 간신히 제치고 미국 공식 언어가 되었다고 한다. 실제로는 정부 문서가 독일어로 번역되어야 한다는 요건에 대한 제안이었다. 역사적으로 영어가 미국에서 사실상의 주요 언어였지만, 2025년 3월 1일 트럼프 대통령은 행정명령 14224호에 서명하여 영어를 미국의 공식 언어로 공식적으로 지정했다. 이 행정 조치는 영어에 연방 차원에서 법적 근거를 제공하여, 관습적인 지위에서 공식적으로 선언된 국가 언어로 그 지위를 변경했다.
독일계 미국인 인구가 많았던 펜실베이니아주에서는 독일어가 오랫동안 공립학교의 교수 언어로 허용되었다. 주 문서들은 1950년까지 독일어로 제공되었다. 제1차 세계 대전 중 광범위한 반독일 감정의 결과로, 펜실베이니아 주민들의 세대 간 독일어 유창성은 감소했으며, 오늘날 독일계 후손 주민 중 극소수만이 독일어에 유창하다.
텍사스는 1840년대 중반부터 아델스페어라인으로 인해 대규모 독일인 인구를 가졌다. 1845년 텍사스가 주 지위를 얻은 후, 모든 법률이 공식적으로 독일어로 번역되도록 요구했다. 이 규정은 미국이 제1차 세계 대전에 참전한 1917년까지 유지되었다.

## 독일계 미국 문학 전통
독일과 미국 간의 문화적 유대가 역사적으로 강했기 때문에, 많은 중요한 독일 및 미국 작가들이 양국에서 인기를 얻었다. 현대 독일 문학에서는 보스턴에서 태어난 독일어 및 영어 서정시 작가인 폴앙리 켐벨이 이 주제를 자주 다루었다.

## 교육에서의 사용
정부 지원 조사에 따르면, 1997년에 독일어는 미국 학교의 24%에서 가르쳐졌고, 2008년에는 14%만이 가르쳐졌다.
독일어는 대학 및 대학교에서 제공하는 교육 언어 수 기준으로 스페인어와 프랑스어 다음으로 세 번째로 인기가 많다.

### 주별 독일어 학습 구조
| 주                 | 학생 수 | 독일어 수업을 제공하는 고등학교 수 |
| ------------------ | ------- | ---------------------------------- |
| 사우스다코타주     | 3,289   | 8                                  |
| 미시간주           | 30,034  | 74                                 |
| 뉴저지주           | 10,771  | 28                                 |
| 펜실베이니아주     | 38,165  | 107                                |
| 조지아주           | 12,699  | 36                                 |
| 미네소타주         | 19,877  | 57                                 |
| 테네시주           | 11,269  | 33                                 |
| 위스콘신주         | 27,229  | 80                                 |
| 하와이주           | 650     | 2                                  |
| 오하이오주         | 18,478  | 64                                 |
| 코네티컷주         | 3,671   | 13                                 |
| 버지니아주         | 12,030  | 43                                 |
| 플로리다주         | 4,887   | 19                                 |
| 사우스캐롤라이나주 | 4,406   | 18                                 |
| 텍사스주           | 19,551  | 80                                 |
| 인디애나주         | 14,687  | 62                                 |
| 메릴랜드주         | 4,833   | 21                                 |
| 캘리포니아주       | 9,636   | 46                                 |
| 뉴욕주             | 7,299   | 35                                 |
| 미시시피주         | 1,447   | 7                                  |
| 미주리주           | 8,439   | 44                                 |
| 네바다주           | 890     | 5                                  |
| 메인주             | 1,741   | 10                                 |
| 네브래스카주       | 3,999   | 23                                 |
| 매사추세츠주       | 3,367   | 20                                 |
| 뉴햄프셔주         | 2,832   | 17                                 |
| 일리노이주         | 13,293  | 88                                 |
| 아이오와주         | 3,973   | 27                                 |
| 오클라호마주       | 2,207   | 16                                 |
| 와이오밍주         | 376     | 3                                  |
| 노스캐롤라이나주   | 5,815   | 53                                 |
| 아이다호주         | 2,279   | 24                                 |
| 워싱턴주           | 3,888   | 43                                 |
| 캔자스주           | 2,427   | 28                                 |
| 웨스트버지니아주   | 640     | 8                                  |
| 앨라배마주         | 5,333   | 67                                 |
| 유타주             | 1,051   | 15                                 |
| 버몬트주           | 887     | 13                                 |
| 루이지애나주       | 453     | 7                                  |
| 오리건주           | 1,469   | 24                                 |
| 콜로라도주         | 1,509   | 25                                 |
| 노스다코타주       | 2,046   | 34                                 |
| 켄터키주           | 1,421   | 26                                 |
| 아칸소주           | 1,947   | 37                                 |
| 애리조나주         | 1,205   | 25                                 |
| 로드아일랜드주     | 76      | 2                                  |
| 몬태나주           | 260     | 10                                 |
| 뉴멕시코주         | 227     | 11                                 |
| 알래스카주         | 89      | 8                                  |
| 워싱턴 D.C.        | 16      | 0                                  |
| 전체               | 328,963 | 1,547                              |

## 미국 독일어

### 표준 미국 독일어
여기서 표준 미국 독일어라고 언급된 것은 역사적인 단어, 영어 차용어, 그리고 새로운 단어가 혼합되어 비아만파 및 비메노나이트 후손들이 사용하는 독일어에서 발견되는 형태이다. 미국에서의 독일어 연구는 제1차 세계 대전 중에 억압받았지만, 이후 주요 대학들, 특히 캔자스 대학교의 윌리엄 킬과 같은 학자들, 위스콘신 대학교 매디슨의 막스 카데 독일-미국 연구소, 그리고 시카고 대학교의 조지 J. 메트컬프에 의해 다시 연구가 활발해졌다. 마을마다 첫 이민자 가족, 그 지역, 그리고 결과적으로 영어와의 접촉에 따라 다른 문법 구조와 때로는 발음을 가질 수 있지만, 미국 독일어의 공식적인 문법 구문은 정해져 있지 않으므로 가르칠 때는 독일의 표준 독일어가 사용된다. 이러한 안정된 구문이 부족함에도 불구하고 의사소통은 여전히 가능하다. 그러나 한 화자는 다른 화자가 다른 공동체, 마을 또는 지역 출신임을 인식할 수 있다.

### 선택된 구문
| 미국 독일어  | 유럽 표준 독일어 | 영어 번역    |
| ------------ | ---------------- | ------------ |
| Guda Morcha  | Guten Morgen     | Good morning |
| Guda Morga   | Guten Morgen     | Good morning |
| Guda Marije  | Guten Morgen     | Good morning |
| Guten Morgen | Guten Morgen     | Good morning |

| 미국 독일어          | 유럽 표준 독일어   | 영어 번역                                               |
| -------------------- | ------------------ | ------------------------------------------------------- |
| Guda Dach            | Guten Tag          | Good day! [주류 미국인들에게는 점점 구식 인사로 여겨짐] |
| Guda Tach            | Guten Tag          | Good day!                                               |
| en Guda              | einen Guten [Tag]  | A good day [to you]!                                    |
| Was ist neues/neies? | Was gibt es neues? | What's new?                                             |

| 미국 독일어        | 유럽 표준 독일어         | 영어 번역                                                                                   |
| ------------------ | ------------------------ | ------------------------------------------------------------------------------------------- |
| Ach!               | Ach!                     | Oh!                                                                                         |
| Geh an!            | Geh weiter!              | Go on!                                                                                      |
| Gug amol!          | Guck mal!; Schau mal!    | Look once!; Look!                                                                           |
| Hurry auf!         | Beeil dich!              | Hurry up!                                                                                   |
| Scheiße, bitte!    | Komm schon!              | "Shit, please! [eyeroll]," (문자 그대로: "come already") "Oh, please!," Are you kidding me? |
| Sei so gut und...  | Sei so gut und...        | Be so good as to... e.g. Be so good as to help your mother set the table.                   |
| Sei artig!         | Sei artig!; Benimm dich! | Be polite/courteous!                                                                        |
| Stell dich/di weg! | Hau ab!/Verschwinde!     | Get lost! Go away!                                                                          |
| Verdammt!          | Verdammt!                | Damn!                                                                                       |
| Was zur Hölle?     | Was zur Hölle?           | What the hell?                                                                              |

## 일반적인 미국 독일어 명사
이 명사들은 미국 전역에서 발견되며 특정 지역에만 국한되지 않는다. 일부 영어 차용어는 영어권 인구와의 문화적 확산을 통해 유입되었으며, 종종 20세기 이전 독일어에 특정 사물(예: der Truck)이 없었기 때문에 도입되었다. 독일어가 여전히 발견되는 지역 전반에서 방언 평준화도 발견된다. 이전 연구에서는 텍사스 독일어 방언과 함께 Stinkkatze와 같은 특정 단어를 특정 지역에 고정시키려고 시도했지만, 추가 연구를 통해 이 단어들이 원래 인식된 지역을 넘어 사용되고 있음을 발견했다. 예를 들어, Stinkkatze / Stinkkatz' / Stinkkotz / Stinkchaatz (스위스-독일어 사용 공동체)의 다음 변형은 텍사스까지 이르는 많은 중서부 주에서 발견되었다.
| 현대 표준 독일어         | 현대 미국 독일어에서 발견되는 역사적 잔존물 | 영어                 |
| ------------------------ | ------------------------------------------- | -------------------- |
| Stinktier                | Stinkkatz(e)/Stinkotz/Stinkchaatz           | skunk                |
| Spaß, Jux                | Jux                                         | fun                  |
| Junge (Knabe, Bube, Bub) | Knabe/Bub                                   | boy                  |
| Hausdiener               | Knecht (일부 캔자스 공동체에서 보고됨)      | (male) house servant |

| 미국 독일어 용어 (단수)               | 유럽 표준 독일어 (단수)                  | 영어 번역                                   |
| ------------------------------------- | ---------------------------------------- | ------------------------------------------- |
| der Abnemmer                          | Fotograf (m)                             | the photographer                            |
| der Barrel, "Berl"                    | Faß (n)                                  | the barrel                                  |
| der Bu(a)                             | Junge (m)                                | the boy                                     |
| der Bub                               | Junge (m)                                | the boy                                     |
| die Car                               | Auto (n)                                 | the car                                     |
| die Change                            | Veränderung (f)                          | the change, switch, adjustment              |
| der Columbine                         | Kolombine (m)                            | the columbine                               |
| die Countrykirch'                     | Landkirche (f)                           | the countryside church                      |
| der Countryweg                        | Landstraße (f)                           | the country road/ "country way"             |
| die Crick                             | Flüßchen (n)                             | the creak/stream                            |
| der Eichhase/Eichhos'                 | Eichhörnchen (n)                         | the squirrel                                |
| der Eichkater                         | Eichhörnchen (n)                         | the squirrel                                |
| der Elevator                          | Aufzug (m)                               | the elevator                                |
| die Eisbox                            | der Kühlschrank                          | the Refrigerator                            |
| der Grainelevator                     | Getreideheber (m)                        | the grain elevator                          |
| der Gel(e)beribe                      | Karotte (f)                              | the carrot                                  |
| der Grosspapa                         | Grossvater (m)                           | the grandfather                             |
| die Klapperbox                        | Klavier (n)                              | the piano                                   |
| die Farm                              | Bauernhof (m)                            | the Farm                                    |
| die Farmerleute                       | Bauern (m pl)                            | the farming people/family of farmers        |
| die Fence                             | Zaun (m)                                 | the fence                                   |
| die Fedder                            | Kuli/Kugelschreiber (m)                  | the ballpoint pen                           |
| Früher                                | Frühling (m)                             | the spring [season]                         |
| der Heimstead                         | Eigenheim (n)                            | the homestead                               |
| das Hoch(e)deutsch                    | Hochdeutsch (n), Standardhochdeutsch (n) | High German, Standard High German           |
| die Kiihler/Kühler                    | Kühlschrank (m)                          | the refrigerator                            |
| der Korn                              | Mais (m)                                 | the corn                                    |
| der Knecht                            | Hausdiener (m)                           | the male-servant, the houseboy              |
| das Luftschiff/Luftschipp             | Flugzeug (n)                             | the airship: airplane                       |
| die Microwave                         | Mikrowelle (f)                           | the microwave                               |
| das Piktur                            | Bild (n)                                 | the picture                                 |
| das Pocketbuch                        | Handtasche (f), Geldbeutel (m)           | the pocketbook                              |
| der Schulmeister die Schulmeisterin   | Schulmeister (m) Schulmeisterin (f)      | the head teacher                            |
| die Schulerei                         | Gaunerei (f), Schurkerei (f)             | troublemaking, trickery, prank, playfulness |
| die Stinkkatze/Stinkkotz'/Stinkchaatz | Stinktier (n)                            | the skunk                                   |
| der Truck                             | Lastwagen (m)                            | the truck/Pick-up/18-wheeler                |
| der Weg, Wech                         | Landstraße (f), Straße (f)               | the road / "the way" (dialectal)            |

### 일반적인 미국 독일어 동사

일반 방언 지역과 함께 독일의 하위 독일어 방언 지도

미국에서 독일어의 역사 동안, 영어와의 공존을 통해 많은 차용어가 미국 독일어의 변형으로 흡수되었다. 또한 독일 지역의 수많은 방언에서 유래한 용법을 포함하여 미국 독일어 변형에서 보존된 많은 용법이 있다. 이러한 보존은 언어가 원래 지역을 떠날 때 발생하는 흔한 현상이다. 즉, 원래 국가의 언어는 발전하지만, 새로운 지역의 단어와 의미는 고정되어 모국과 함께 변하지 않는 경우가 많다.
| 일반적인 미국 독일어                                                                    | 유럽 표준 독일어                                                  | 영어 번역                                                |
| --------------------------------------------------------------------------------------- | ----------------------------------------------------------------- | -------------------------------------------------------- |
| "Ich will ein Piktur abnehmen." "Ich will ein Bild abnehmen."                           | "Ich will ein Bild machen."                                       | "I want to take a picture."                              |
| jemanden/etwas aufraisen                                                                | aufwachsen                                                        | raise up; to raise [children, agriculture], to cultivate |
| "Ich ward' hier in dem Township aufgeraist."                                            | "Ich bin hier in dem Dorf aufgewachsen."                          | "I was raised here in the town."                         |
| jemanden/etwas gleichen                                                                 | jemanden/etwas mögen                                              | to like, appreciate                                      |
| "Ich hab' den Movie geglichen." "Ich gleich dich!"                                      | "Ich hab den Film sehr gemocht." "Ich mag dich!"                  | "I liked the movie." "I like you!"                       |
| jemanden/etwas heißen                                                                   | jemand/etwas nennen                                               | to name someone                                          |
| "Was hab'n sie das Kind geheißt?" [historically accurate use of "heißen - to call/name] | "Wie haben sie das Kind genannt?                                  | "What have you named the child?"                         |
| jemanden/etwas pullen                                                                   | jemanden/etwas ziehen                                             | to pull [something]                                      |
| "Sie pullen die Beets."                                                                 | "Sie roden Rüben."                                                | "They pull the beets up."                                |
| Zeit spenden                                                                            | Zeit verbringen                                                   | to spend time [doing something]                          |
| "Wir dachten, wir könnten Zeit spenden bei deiner Grandmom."                            | "Wir haben uns gedacht, wir könnten Zeit bei der Oma verbringen." | "We thought we could spend time by/at Grandma's."        |
| verzähle(n), schwätze(n), quatsche(n), plader(n), schnacken, babbel(n), rede(n)         | sprechen                                                          | to speak, speaking, to converse                          |

### 노스다코타 독일어 샘플
일반적으로 연구되는 노스다코타 독일어의 역사는 독일 남부 중부에서 시작된다. 이 독일인들의 조상들은 볼가 독일인으로도 알려져 있으며, 1763년 예카테리나 2세의 초청으로 러시아로 이주하여 현재의 사라토프 근처 볼가강을 따라 100개가 넘는 식민지를 조직했다. 1884년까지 이 독일계 러시아인들 중 다수가 현재의 노스다코타로 여정을 시작했으며, 주로 주 남중부에 정착하기로 선택했다. 러시아의 민족 전통에 따라 정착지들은 종종 "공통 종교적 소속"을 기반으로 했다.
독일계 러시아 개신교 신자들은 전통적으로 노스다코타주 매킨토시군과 노스다코타주 로건군 동부의 지배적인 집단이다.
독일계 러시아 가톨릭 신자들은 전통적으로 노스다코타주 에몬스군 남부의 지배적인 집단이며, 로건군 서부로도 확장된다.
이 이민자들의 방언은 "볼가 독일인"의 하위 민족 집단 간의 문화적 차이와 함께 오늘날 의미, 단어 사용, 때로는 발음에서 작은 차이를 보이는데, 이는 이 민족 집단의 많은 개인이 유래한 독일의 원래 지역을 반영한다. 독일 남부 방언은 공유된 의미, 소리, 문법으로 연결되어 있지만, 구문 및 문법 패턴, 그리고 개별 단어의 정의에서는 여전히 구별된다. 따라서 전사본을 연구할 때, 노스다코타 독일어의 일부 변형은 유사성 때문에 펜실베이니아 아만파 독일어 사용자에게 이해될 수 있지만, 일반 방언 화자나 독일 남부 방언에 익숙한 사람들에게는 이해 가능하다. 각 해당 구성원은 자신의 민족 집단 방언이나 마을 방언으로 의사소통할 수 있지만, 두 방언 모두 동일하지는 않다.

샘플 1
"Mir habe e grosses Haus gehat... Auf einem End war sogar en Storch, hat sein Nest gehat. Die Storche sin nett, was sie dohin meinen. Die Storche, dadraus tragen kein Babies rum. Die kommen frihjahrs [frühjahrs] zurick un Winter spenden sie in der Sid. Wo das kann sei, kennt ich gar nett sage. Sie sin halt immer Sid gange, un zum Frihjahr sin sie komme un ha'n ihre Nester ausgeputzt un ha'n wider - manche, die habe vier Junge kriegt. Dir mersten habe bloss zwei.
Ich hab einmal anständig Schläge kriegt von einem Storch. Er hatte Junges, das hat wolle schnell fliege lerne un war au nett star' genug. Un er ist auf der Bode gefalle un der alte Storch hat's nett kenne nuftrage wieder ins Nest. Un er ist halt rumgewandert." - Informant 7, Recorded in April 1976

샘플 2
"Wir verzählen au' immer noch Deutsche bis jetzt, un' unsre kinder au', verzählen au' alle Deutsch. Un' ich hab' Deutsch gelernt daheim, bin Deutsch konfirmiert worden, un' zu unsrer Mutter verzähle ich auch immer noch Deutsch, aber es ist immer halber Englisch. Un' wo ich English gelernt habe, bin ich in Schul' gegange'." - 72 yr old Informant; Lehr, North Dakota, 1975

### 미주리 독일어 샘플
수년 동안 미주리는 독일인 거주지로 가득한 주가 되었다.
1837년 미주리강을 따라 필라델피아 출신의 독일인 학교 교사 조지 바이어는 미주리로 여행하여 11,000에이커의 땅을 매입했다. 처음 17명의 정착민이 새로 매입한 땅(미주리주 헤르만)에 도착했을 때, 그 땅은 도시를 건설하기에 예상외로 부적합한 지형이었다. 현지 전설과 저지 독일인 및 기타 독일 민족의 인류학적 연구에 도움이 될 수 있는 연구에 따르면, 이 도시의 생존은 독일 민족의 끈기와 근면이라는 특징 덕분이었다고 한다.
"Ah... Ich heiße [omitted] und ich war... mein ganzes Leben war ich ein Farmer, und ich bin noch Farmer. Wir haben Rindvieh, Schweine, und ich baue Seubohne und Mais. Wir haben Hähne, En'en [Enten], Truthahn, bisschen von alles - ein Esel. Ja, ich habe 1979 angefangen im Postamt - 1979 und ah, ich konnte deutsch sprechen wie die andere im Postamtplatz. Alli konnten deutsch sprechen, und es hat gut gepasst, dass ich auch deutsch sprechen konnte. Aber diese sind... Alli meine Kameraden, wo an dem Postamt waren sind jetzt tot -- außer einer: Der Carl [omitted]. Er lebt noch. So er ist 89. Alli anderen sind tot.'
헤르만 독일어 ("Hermanndeutsch") - 남성 농부 정보 제공자, 미주리주 매키트릭, 2014

헤르만 독일어가 공인된 독일어 형태이긴 하지만, 독일어가 사용되었고 지금도 사용되는 다른 독일인 정착촌과 독일계 미국인 농장이 오늘날까지도 발견될 수 있다. 독일 하노버 지역 방언에서 유래한 이 작센어 형태는 미주리주 세인트루이스 주변과 주내 다른 지역에서도 여전히 들을 수 있다.

샘플 2 (회화체 작센어)
화자 1: "'s freut mich doch dass wir widor zusamm'n komm'n kenn'n."
- 화자 2: "Well danke schoen! Das freut mich auch! Mir sehen immor noch ziemlih gude aus!"
- 화자 1: "Ja. mir sind ja schon ald obor geht amol ganz gut."
- 화자 2: "Immor noch jung"

인터뷰 발췌: "Mir wuess'en kein Deitsch" 이 정보 제공자는 즉시 자신의 실수를 고쳐 "Englisch"라고 말했다. 그가 고친 영어 문장: "We knew no English [when we went to school]."
작센 독일어 ("Deitsch"), 두 명의 남성 인터뷰 대상자, 페리 카운티 루터교 신자, 2018

미주리주 세인트 제네비에브는 또한 대규모 역사적 이민자 유입의 현장이었다. 역사적으로 언급할 만한 주요 그룹은 이 지역의 프랑스계 미국인과 바덴뷔르템베르크 출신 이주민이었다. 후자의 이주는 주로 19세기 후반에 발생했다. 최근에는 뉴 오펜부르크 마을에 보존된 알레만 방언이 다큐멘터리 영화 “뉴 오펜부르크”에 기록되었다.”

샘플 3 (회화체 뉴 오펜부르크 알레만 독일어)
"In de Morga, well all de do um mi... mi... mi Pecanbaum, [a Eichhos'] ist gsucht gang hette und het a Pecan gessa. Des woar boutta halb Stunde zuruck - a roder Eichhos'."
뉴 오펜부르크 알레만 독일어 ("Dietsch") from "뉴 오펜부르크"
- 화자 1: "Oh ya! Ich gleych süss' Korn."
- 화자 2: "Er het a groasse Booch"
- 화자 1: "Na dann."
- 화자 2: "Aer esst gut! Unsere Muodor, wenn sie kocht het, het sie nix g'messerd. Eh bissili Salz und ah bissili Pfeffor und a [indiscernible], no het sie es tasted, und um, wenn's  noch gut taste hätt', denn hätt' sie's stoppt und het sie's kocht. Sie woar d' best Koch was ich ever -- uh was mir khed hend."

뉴 오펜부르크 알레만 독일어 ("Dietsch") from "뉴 오펜부르크"

### 독일어 학교
- 릴케슐레 독일어 몰입 학교, 알래스카주 앵커리지[49]
- 페어뷰-클리프턴 독일어 학교, 신시내티[50]
- 독일계 미국인 학교, 오리건주 포틀랜드
- 독일어 학교, 클리블랜드[51]
- 독일어 학교, 오하이오주 콜럼버스[52]
- 독일 학교 피닉스, 애리조나주 템피[53]
- 괴테 인스티투트 애틀랜타, 보스턴, 시카고, 뉴욕, 샌프란시스코 및 워싱턴 D.C.[54]
- 밀워키 독일어 몰입 초등학교, 밀워키[55]
- 트윈 시티스 독일어 몰입 학교, 미네소타주 세인트폴
- 발트제 (캠프) 미네소타주 베미지 근처
- 독일 국제 학교 보스턴
- 보스턴 독일어 토요 학교
- 독일 국제 학교 시카고[56]
- 독일 학교 뉴욕
- 실리콘 밸리 독일 국제 학교
- 독일 학교 워싱턴 D.C.

## 같이 보기
- 미국 독일어 교사 협회
- 베넷 법, 1889년 위스콘신주의 독일어 교육 금지법
- 독일계 미국인 전국 회의
- 독일계 미국인 유산 재단
- 미국의 본토주의 (정치)#오직 영어
- 미국의 본토주의 (정치)#반독일

## 더 읽어보기
- Gilbert, Glenn G. (ed.). The German Language in America: A Symposium. Austin: University of Texas Press, 1971.
- Halverson, Rachel; Costabile-Heming, Carol Anne (2015). 《Taking Stock of German Studies in the United States: The New Millennium》. Rochester: Camden House. ISBN 9781571139139.
- Kloss, Heinz (1998) [1977]. 《The American Bilingual Tradition》 reprint판. McHenry, Ill.: Center for Applied Linguistics and Delta Systems. ISBN 1-887744-02-9.
- Pochmann, Henry A. German Culture in America: Philosophical and Literary Influences 1600–1900 (1957). 890pp; comprehensive review of German influence on Americans esp 19th century. online
- Pochmann, Henry A. and  Arthur R. Schult.  Bibliography of German Culture in America to 1940 (2nd ed 1982); massive listing, but no annotations.
- Salmons, Joe (ed.). The German Language in America, 1683-1991. Madison, Wis: Max Kade Institute for German-American Studies, University of Wisconsin-Madison, 1993.